# Сахаров, Владимир Викторович
Влади́мир Ви́кторович Са́харов (20 мая 1853, Московская губерния — август 1920, Табулды, Тельманский район) — русский военачальник, участник русско-японской и Первой Мировой войн, генерал от кавалерии, помощник Главнокомандующего армиями Румынского фронта короля Фердинанда I во время Первой Мировой войны, брат генерала В. В. Сахарова. Участник Белого движения. В Русской армии Врангеля в Крыму. Захвачен и расстрелян партизанами Крымской повстанческой армии А. В. Мокроусова.

## Биография
Происходил из дворян Московской губернии. Родился 20 мая 1853 года.
В 1869 году окончил Второй Московский кадетский корпус. На службу поступил 10 августа 1869 года. Окончил 1-е военное Павловское училище в 1871 году и был выпущен в чине подпоручика (ст. 11.08.1871), с прикомандированием к Лейб-Гвардии Гренадерскому полку. Прапорщик гвардии (ст. 17.08.1872). Подпоручик (ст. 06.12.1874). Поручик (ст. 30.08.1876). В 1878 году окончил Николаевскую академию Генерального штаба по первому разряду. Был произведён из штабс-капитанов гвардии с переименованием в капитаны Генерального штаба (ст. 06.01.1878). Состоял в прикомандировании при Учебном кавалерийском эскадроне.
Участник русско-турецкой войны 1877—1878 годов. С 25 апреля 1878 — старший адъютант штаба 16-й пехотной дивизии. С 23 декабря 1879 — помощник старшего адъютанта штаба действующей армии.
С 31 января 1879 года — делопроизводитель по учебной части Рижского пехотного юнкерского училища. С 4 ноября 1880 — помощник инспектора классов 2-го военного Константиновского училища. Подполковник (ст. 12.04.1881). С 23 октября 1881 состоял в прикомандировании к учебному кавалерийскому эскадрону. С 30 июня 1882 — правитель дел по учебной части Офицерской кавалерийской школы. Полковник (ст. 08.04.1884). С 4 апреля 1886 — начальник Елисаветградского кавалерийского юнкерского училища.
С 6 января 1891 года — начальник штаба 14-й кавалерийской дивизии. С 18 марта 1891 — начальник штаба Кронштадтской крепости. Командир 38-го драгунского Владимирского полка (24.05.1893-12.11.1897). 12 ноября 1897 года произведён в чин генерал-майора и назначен на должность начальника штаба 5-го армейского корпуса. С 30 июня 1899 года — начальник штаба Отдельного корпуса пограничной стражи.
Участник военных действий в Китае в 1900—1901 гг. Командующий войсками в Северной Маньчжурии (30.06.1900-04.09.1900). За боевое отличие награждён Золотым оружием (18 августа 1901). Произведён в чин генерал-лейтенанта «за боевое отличие» (ст. 31.01.1901). С 16 февраля по 7 мая 1901 года начальник Заамурского округа пограничной стражи. С 7 мая 1901 — начальник 4-й кавалерийской дивизии. С 29 ноября 1903 — командир 1-го Сибирского армейского корпуса.

### Русско-японская война
Участник русско-японской войны 1904—1905. Начальник полевого штаба Маньчжурской армии (5 апреля — 18 октября 1904 года). После сражения на реке Шахе начальник штаба Главнокомандующего всеми сухопутными и морскими силами, действующими против Японии генерал-адъютанта А. Н. Куропаткина (18 октября 1904 — 17 марта 1905 года). 26 ноября 1904 года удостоен Золотого оружия бриллиантами украшенного. Временно командующий 17-м армейским корпусом (24 сентября 1905 года). Член Александровского комитета о раненых (17 марта 1905 — 3 января 1906 года). Состоял в распоряжении Главнокомандующего всеми сухопутными и морскими силами, действующими против Японии (3 января — 21 апреля 1906 года).

С 21 апреля 1906 года состоял в прикомандировании к Главному штабу. С 11 октября 1906 года — командир 7-го армейского корпуса. Генерал от кавалерии (ст. 13 апреля 1908 года). 4 ноября 1911 года вновь введён в состав Александровского комитета. Одновременно с 13 декабря 1913 года командир 11-го армейского корпуса.

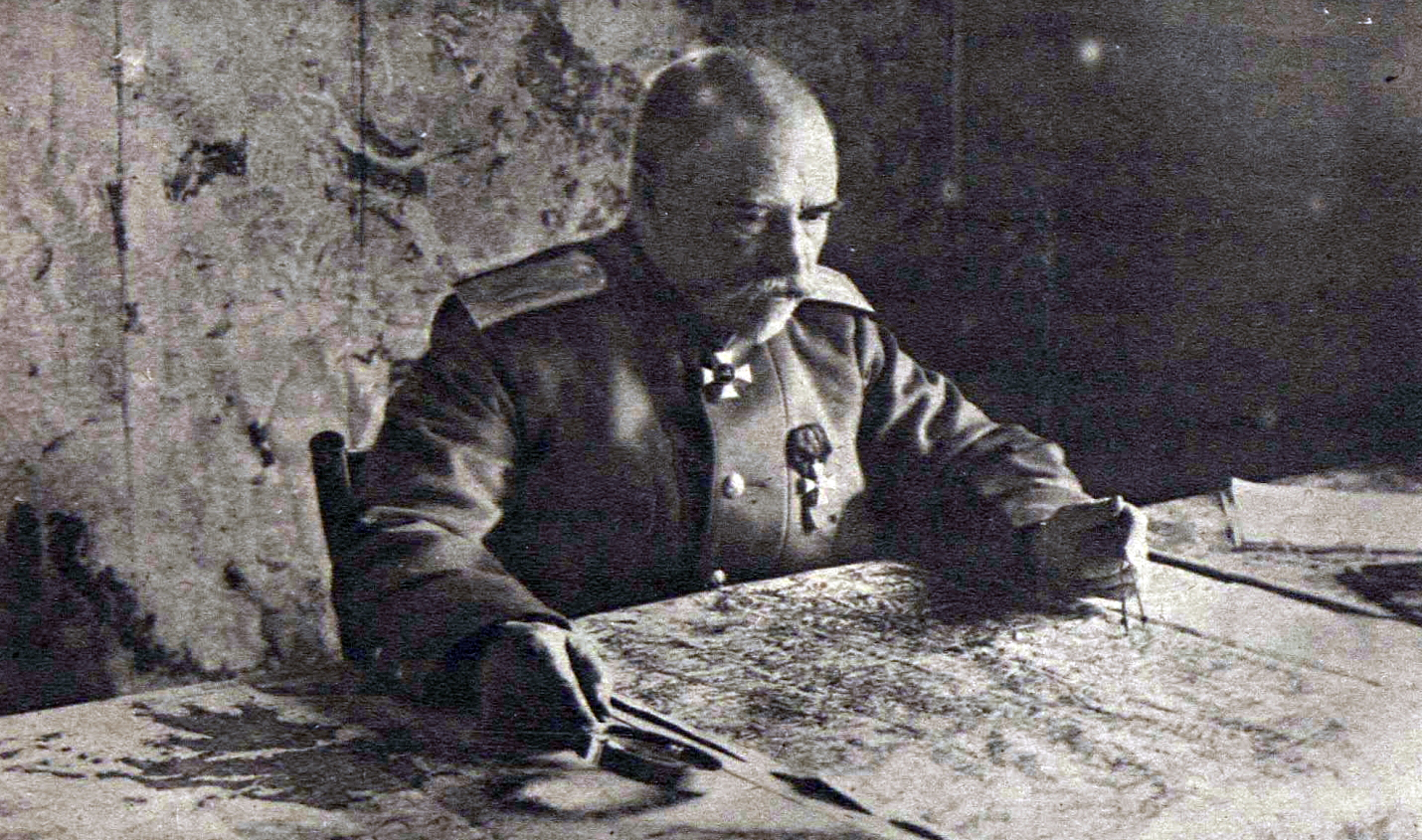
Генерал от кавалерии В. В. Сахаров, 1916

### Первая мировая война

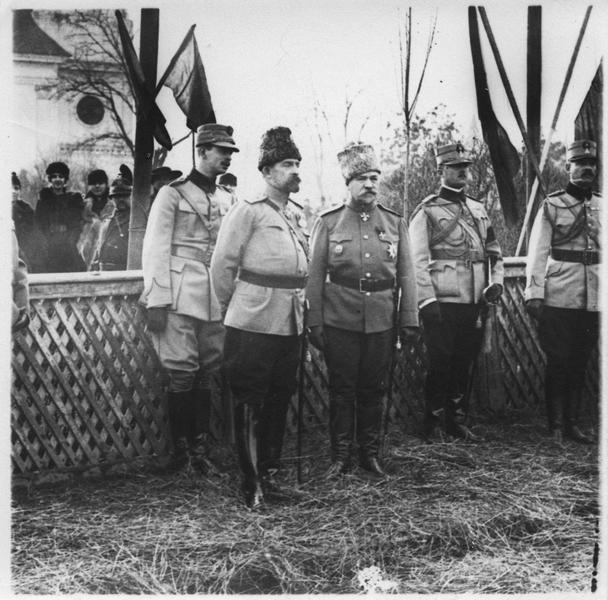
Король Румынии Фердинанд I, принц Кароль и генерал В. В. Сахаров

Вступил в первую мировую в должности командира 11-го армейского корпуса в составе 3-й армии. В состав корпуса входили 11-я, 32-я пехотные дивизии и 11-я кавалерийская дивизия. Участвовал в Галицийской битве. С 22 августа по 4 сентября 1915 года занимал пост Оренбургского губернатора и наказного атамана Оренбургского казачьего войска, однако практически продолжал руководить действиями корпуса, и среди оренбургских губернаторов являлся единственным, кто был губернатором и наказным атаманом такой непродолжительный срок (всего четырнадцать дней) и за это время не успел даже появиться в Оренбурге.
С 4 сентября 1915 года вновь официально назначен командиром 11-го армейского корпуса (тогда же стал членом Александровского комитета о раненых). С 25 октября 1915 года — командующий 11-й армией. Под его командованием армия участвовала в Наступлении Юго-Западного фронта и отличилась в битве за Волынь.

#### Помглавкорум
С 19 октября 1916 года — командующий Дунайской армией, созданной для помощи Румынии. Назначен по рекомендации А. А. Брусилова. После создания на основе Дунайской армии и остатков румынской армии Румынского фронта, был 12 декабря 1916 назначен помощником августейшего Главнокомандующего армиями Румынского фронта Фердинанда I.
Телеграммой среди других командующих фронтами поддержал отречение Николая II. После Февральской революции был 2 апреля 1917 года отстранён приехавшим на фронт эмиссаром Временного правительства, военным министром А. И. Гучковым от командования фронтом, его преемник на посту Д. Г. Щербачёв, и остался лишь членом Александровского комитета о раненых.

### В Белом движении
Жил в Румынии, позднее в Крыму в составе Русской армии Врангеля. Захвачен и расстрелян в августе 1920 года партизанами Крымской повстанческой армии А. В. Мокроусова севернее Карасубазара в Крыму во время рейда 1-го конного полка.
"...Как-то, недалеко от Карасубазара, конники увидали три кареты. Григорьев отдал полку распоряжение принять вид отдыхающей части. В следующую минуту партизаны усердно начищали лошадей, бегали с ведрами, ставили заплаты. Все в погонах, все дисциплинированы. Три кареты, мчавшиеся в Табулды [ныне Найдёновка], и не подозревали, что деревня занята красно-зелеными. Экипажи поравнялись с конниками и замедлили свой бег. Высунулся серьезный матерый генерал в ярких погонах. 
— Какая часть? — одобрительно спросил он, любуясь образцовым порядком. 
Григорьев и Ипатов наставили на генерала револьверы. Скомандовали: «Руки вверх!» — а партизаны разоружили конвой. 
— Я генерал Сахаров, что вам нужно? — не теряясь, спросил старик. 
— Вы нам нужны!—засмеялись партизаны, разоружив генерала и его офицеров. 
Сознание, что он попался в руки своих лютых врагов, все-таки сломило гордость генерала. Он стал таким же жалким, как и все наши пленники. Сахарова и четырех из его спутников [офицеров] наши расстреляли, остальных [рядовых] приняли в свои ряды".... (Макаров П. В. — "Адъютант генерала Май-Маевского").

## Награды
- Орден Святой Анны 3-й ст. (1879);
- Орден Святого Станислава 3-й ст. (1880);
- Орден Святого Станислава 2-й ст. (1884);
- Орден Святой Анны 2-й ст. (1888);
- Орден Святого Владимира 4-й ст. (1892);
- Орден Святого Владимира 3-й ст. (1900);
- Золотое оружие «За храбрость» (1901);
- Золотое оружие, украшенное бриллиантами (ВП 26.11.1904) — «За отличия в делах против японцев»;
- Орден Святого Станислава 1-й ст. с мечами (1904);
- Орден Святой Анны 1-й ст. (06.12.1911);
- Орден Святого Георгия 4-й ст. (ВП 27.09.1914) — «За отличия в делах против неприятеля»;
- Орден Святого Георгия 3-й ст. (ВП 27.10.1915) — «За успешные действия в августе-сентябре 1915 года в районе Гайворонки и Соколуса, в том числе за взятие около 17 тысяч пленных».

## Семья
Имел сына Дмитрия, родившегося в 1893 году.
Женат вторым браком на Елене Михайловне Вороновой 24 лет (венчание 26.07.1904).